# Лисовичи (Столинский район)
Лисовичи (бел. Лісо́вічы) — деревня в Столинском районе Брестской области Беларуси. В составе Хоромского сельсовета.

## География
Расположена в 27 км от Столина, в 236 км от Бреста. Ближайшие населённые пункты Ольпень (2 км), Туры (3 км), Хоромск (3 км).
Через деревню пролегает автомобильная дорога Р-88.

### Гидрография
Недалеко протекает река Горынь.

## Население

### Численность
- 2019 год — 167 жителей

### Динамика
- 2019 год — 167 жителей (перепись населения)

## Улицы
- Зелёная
- Мира
- Центральная